# Automotrice FCE RALn 64
Le automotrici FCE RALn 64 erano un gruppo di sei rotabili automotori a scartamento ridotto della Ferrovia Circumetnea, costruite dalla Fiat Ferroviaria, ottenute mediante la trasformazione e l'ammodernamento di sei unità ex-FS del gruppo RALn 60.

## Storia
Le RALn 64 sono il prodotto della trasformazione delle RALn 60 FS che sono state tra i pochi rotabili costruiti appositamente, nei primi anni del dopoguerra, per le linee a scartamento ridotto della rete FS della Sicilia.
La ripresa economica e l'aumentata esigenza di mobilità rendevano indispensabile il miglioramento dell'offerta dei servizi ferroviari, inaccettabilmente lenti e scomodi, espletati da vetuste carrozze miste trainate da locomotive a vapore.
L'Ufficio Materiale e Trazione delle Ferrovie dello Stato in collaborazione con la FIAT Sezione Materiale Ferroviario approntò il progetto del nuovo rotabile, più confortevole e prestante. Le automotrici, immatricolate dalle F.S. nel gruppo RALn 60 con i numeri da 01 a 25, furono il risultato del progetto; erano un rotabile innovativo rispetto alle precedenti costruzioni anteguerra tecnicamente superate e destinato ad un uso universale anche su linee acclivi fino al 75‰, spesso a cremagliera ma superabili con la sola completa aderenza naturale. La rete ferroviaria siciliana a scartamento metrico esercita dalle Ferrovie dello Stato presentava un grado di tortuosità elevato e variazioni di livelletta tali che in alcuni casi avevano richiesto, con la trazione a vapore, l'uso della cremagliera. 
Tali unità vennero sottoposte a cicli di prove sui binari delle Ferrovie Elettriche Biellesi e in particolare sull'impegnativa ferrovia Biella-Balma.
La chiusura delle linee FS Dittaino–Piazza Armerina nel 1971  e Porto Empedocle–Ribera nel 1978, produsse un esubero di automotrici che vennero accantonate inattive nel piazzale della stazione di Dittaino, in mezzo a montagne di ferraglia, carri e vecchie locomotive, esposte alle intemperie. 
Sei di esse, a metà degli anni settanta, vennero acquistate dalla Ferrovia Circumetnea, si trattava di cinque RALn 60 bimotori: le RALn 60.02, 04, 05, 07, 14 del deposito locomotive di Piazza Armerina, e una monomotore: la RALn 60.18 del deposito locomotive di Castelvetrano.
All'inizio vennero utilizzate così com'erano, ma nel 1977, in seguito ad un incidente che danneggiò seriamente l'automotrice RALn 60.02, venne deciso di eseguirne la ricostruzione completa, modificandone la cassa per renderla più confortevole e, la motorizzazione per aumentarne l'efficienza. 
Il progetto venne poi esteso a tutta la serie di automotrici ex-FS.
Il 15 maggio 1981 si svolse la corsa prova della prima unità, trasformata da RALn 60.02 in RALn 64.01, che a pieno carico, con la nuova motorizzazione, raggiunse agevolmente la velocità di 90 km/orari, superando le normali velocità ammesse di linea.
La Circumetnea, dopo i lavori di trasformazione, avendo guadagnato quattro posti in più sulle automotrici, immatricolò le ex RALn 60, dall'unità 01 all'unità 06, come RALn 64.

## Le automotrici acquisite dalle FS

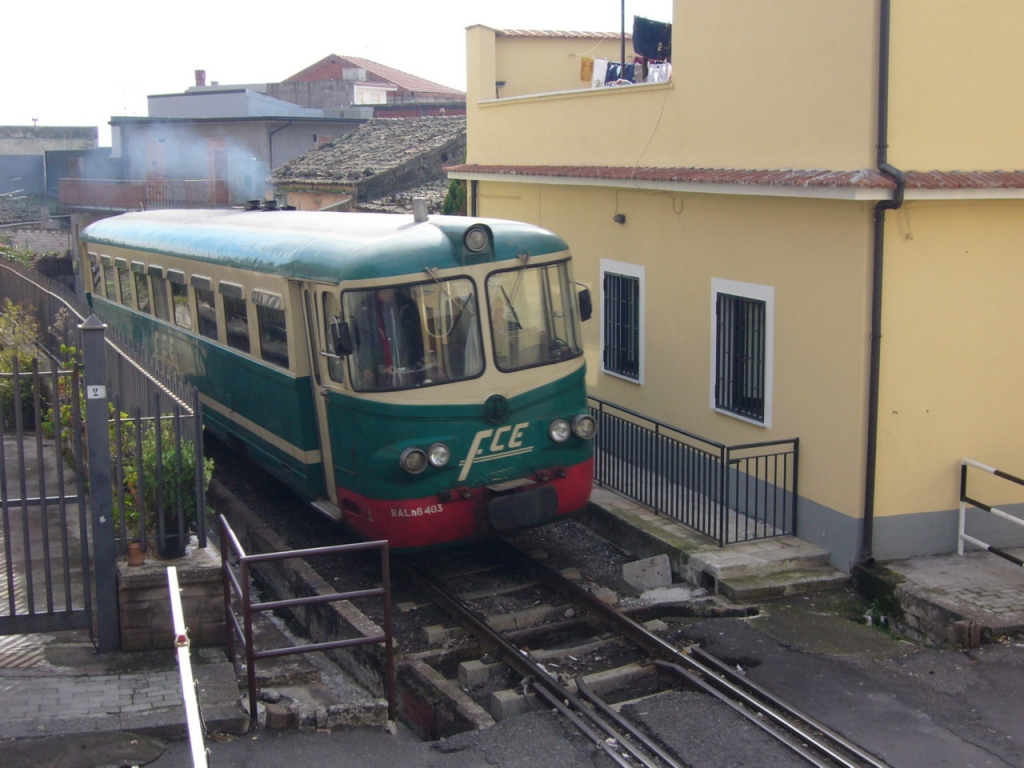
La RALn 6403 in transito presso l'ex passaggio a livello di Via Sacro Cuore, a Biancavilla, 8 marzo 2011.

RALn 60 bimotore, del Deposito locomotive di Piazza Armerina:
- RALn 60.02 - acquistata dalla FCE, trasformata in RALn 64.01;
- RALn 60.04 - acquistata dalla FCE, trasformata in RALn 64.02;
- RALn 60.05 - acquistata dalla FCE, trasformata in RALn 64.03;
- RALn 60.07 - acquistata dalla FCE, trasformata in RALn 64.04;
- RALn 60.14 - acquistata dalla FCE, trasformata in RALn 64.05;
- RALn 60.18 - acquistata dalla FCE, trasformata in RALn 64.06 (monomotore, del Deposito Locomotive di Castelvetrano).

Dal 2003, la Circumetnea riverniciò sei automotrici della serie ADe 11-20, con una livrea simile a quella di origine, che venne poi applicata alla RALn 6403 dopo qualche tempo; essa fu l'unica unità della serie ad aver ricevuto la livrea verde.

## Caratteristiche
Anziché commissionare il lavoro a ditte esterne, vennero utilizzate le proprie officine di Catania-Borgo e le maestranze specializzate.
Il progetto, molto impegnativo, prevedeva il taglio delle vecchie e anguste cabine di guida, nonché la costruzione ex-nova di quelle più moderne e spaziose, unificate, a due vetrate curve, con porta di accesso alle cabine di guida creata ex novo, l'installazione di porte pneumatiche a due battenti per l'accesso dei viaggiatori al posto di quelle tradizionali a cerniera, l'impianto di illuminazione fluorescente al posto di quello vecchio ad incandescenza e la sostituzione di tutto l'arredamento interno con quello unificato FCE, con i posti a panchetta biposto. Sul nuovo frontale vennero montati 4 fanali di nuovo tipo e il faro centrale in alto, oltre ai nuovi accoppiatori elettrici per il comando multiplo.
Per ricavare lo spazio per le nuove cabine venne allungato il castelletto di trazione portando avanti gancio di trazione e respingente centrale; tutto ciò portò all'allungamento totale del rotabile. Dal punto di vista meccanico si può dire che rimasero, con qualche modifica, solo i carrelli; venne sostituito l'originale motore Fiat 700 con quello più moderno Fiat 8217.12.04 aspirato delle ALn 668 FS insieme al gruppo cambio meccanico a 5 marce-giunto idraulico-frizione bidisco a secco.
La modifica della cassa ha permesso di ricavare ulteriori 4 posti a sedere, eliminando il comparto postale, per questo motivo l'immatricolazione cambiò da 60 a 64 (tale numero indica il numero complessivo dei posti a sedere, mentre gli altri due numeri indicano l'unità).
L'automotrice è dotata di freno continuo automatico Westinghouse e freno a mano su ogni carrello sottostante.

## Le unità coinvolte in incidenti
Il 21 novembre 2014, intorno alle ore 17:40, mentre l'automotrice RALn 6406, con al seguito la carrozza n. 05, stava espletando il treno n. 31 (il quale aveva avuto origine alla stazione di Catania Borgo, ed era diretto in quella di Randazzo), è stata coinvolta in un incidente, avvenuto nel passaggio a livello automatico 14/1, ubicato a Misterbianco, travolgendo un'auto che era rimasta bloccata fra le due barriere dello stesso passaggio a livello.
Dopo l'incidente, la RALn 6406 e la carrozza n. 05, che aveva al traino, sono state soccorse dalla RALn 6403; il convoglio è arrivato fino alla stazione di Misterbianco, ove ha sostato fino al passaggio dell'ultimo treno regolare, per poi raggiungere la stazione di Catania Borgo, per essere ricoverato.

## Stato attuale

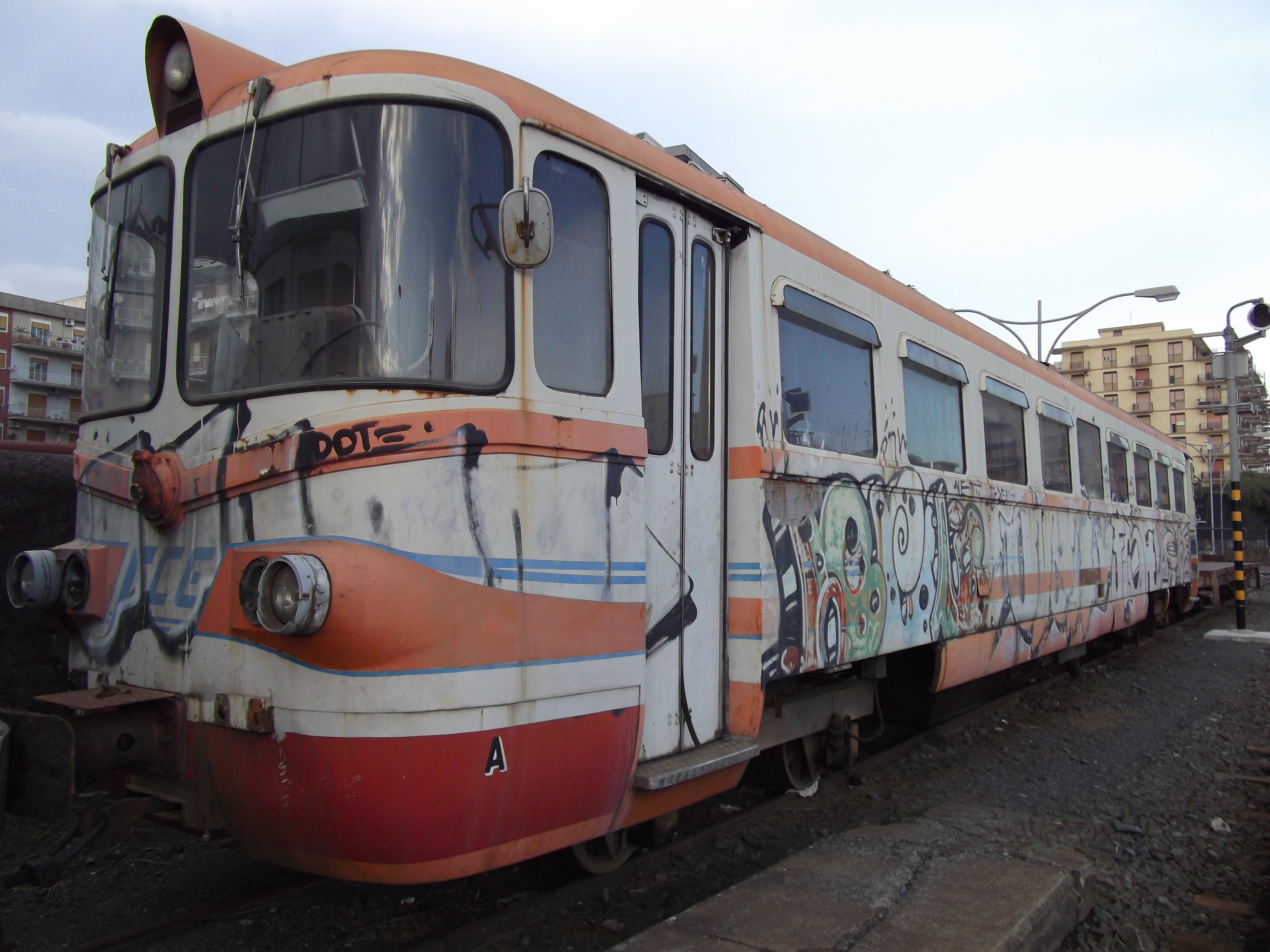
La RALn 6401 accantonata presso la stazione di Catania Borgo, oggi demolita, fotografata il 15 ottobre 2011.

Dai primi periodi in cui i nuovi treni binati DMU 001–004 iniziarono ad espletare servizio passeggeri, queste automotrici furono gradualmente accantonate.
Nel periodo immediatamente successivo alla fine della quarantena disposta a causa del Covid-19, in conseguenza della mancata operatività dei nuovi treni binati "DMU" (causata da motivi tecnici), sono state ripristinate al servizio le RALn 6404 e 6405, ma dopo diversi mesi, solo la RALn 6405 è rimasta ad espletare servizio passeggeri; anch'essa è stata accantonata durante i primi mesi del 2022.
La RALn 6401, prima unità ad essere stata trasformata, è stata demolita il 25 ottobre del 2020, dopo tantissimi anni di accantonamento presso la stazione di Catania Borgo, in seguito ad un incidente con un mezzo su gomma, il quale la danneggiò gravemente].
Insieme alla RALn 6401 sono stati demoliti: l'automotrice ADe 07, appartenente alla serie delle automotrici ADe 07-10, la carrozza n. 04, la quale era stata trasferita alla stazione di Catania Borgo la notte del 15 Maggio 2017, e qualche altro rotabile, dopo tantissimi anni di accantonamento presso la medesima stazione di Catania Borgo.